# Queridas Manhãs
Queridas Manhãs foi um talk show português transmitido na SIC, apresentado por Júlia Pinheiro, João Paulo Rodrigues, Ana Marques e Cláudio Ramos. O programa estreou a 3 de Fevereiro de 2014 substituindo o seu antecessor Querida Júlia ocupando o horário das 10h00 da manhã até às 13h00.
Entre 3 de Fevereiro de 2014 e 10 de setembro de 2018, o programa foi apresentado por João Paulo Rodrigues e Júlia Pinheiro e a partir de dia 11 de setembro de 2018 e até 20 de dezembro de 2018 (último programa), Ana Marques e Cláudio Ramos substituiram Júlia Pinheiro na condução do programa, visto que Júlia Pinheiro assumiu em outubro do mesmo ano as tardes da SIC com o programa Júlia. 
Terminou por não ter conseguido impôr-se frente à concorrência, tendo resultados de audiências aquém do esperado a 20 de dezembro de 2018, sendo substituído pelo O Programa da Cristina em 7 de janeiro de 2019.

## Formato
Queridas Manhãs é um programa que retrata factos da actualidade e dá destaque a temas e pessoas que marcam a sociedade portuguesa. O programa tem várias rubricas diárias, sendo uma delas conduzida pelo jornalista Hernâni Carvalho, que analisa crimes da actualidade que marquem a agenda noticiosa. Cláudio Ramos aborda os destaques da vida social dos famosos na rubrica "Jornal Rosa" que já existia em Querida Júlia. O passatempo para os telespectadores ganharem dinheiro é o "Furo da Sorte".
Entre 11 de Setembro de 2017 e 6 de Julho de 2018 foi alterado o horário do Queridas Manhãs;  assim começa às 09h30 e acaba à mesma hora (13h), pois a rubrica A Vida das Cartas terminou por falta de audiências  e o programa Queridas Manhãs ocupará o espaço aberto.
Entre o dia 9 de Julho de 2018 e 20 de Dezembro de 2018, o último programa, o horário voltou ao mesmo, assim entre as 10h da manhã até a 13h.

## Rubricas

### Jornal Rosa
O Jornal Rosa é a rubrica onde Cláudio Ramos aborda os destaques da vida social dos famosos com notícias que saem nas revistas cor-de-rosa.

### Querida Saúde
A rubrica Os Doutores do extinto programa Boa Tarde, passou para o Queridas Manhãs depois do fim do programa das tardes. Nesta rúbrica os especialistas esclarecem os espectadores sobre os vários problemas de saúde. Em 2016 a rubrica mudou de nome para "Querida Saúde".

### Consultório Sentimental
Esta rúbrica também conta com a opinião de Cláudio Ramos. Os espectadores também podem participar dando a sua opinião e expondo as suas dúvidas.

### Atualidade Criminal
A "Atualidade Criminal" é sempre feita no final do programa. Com comentários de Hernâni Carvalho e com Luís Maia como repórter.

## Colaboradores
- Ana Marques (Repórter - Carteirinha de Serviço)
- Cláudio Ramos (Comentador Social do Jornal Rosa)
- Hernâni Carvalho (Comentador da Atualidade Criminal)
- Luís Maia (Repórter da Atualidade Criminal)
- Pedro Alves (ator, em rábulas humorísticas)

## Furo da Sorte
O Furo da Sorte é o passatempo do programa.  O objetivo é escolher 4 algarismos, onde a cada algarismo cai uma bola de uma cor, se todas as bolas tiverem a mesma cor o participante ganha o Jackpot mais uma quantia garantida que ganha ao atender o telefone.

## Curiosidades
- Durante as férias de Júlia Pinheiro, Rita Ferro Rodrigues chegou a apresentar algumas emissões do programa ao lado de João Paulo Rodrigues. A partir de 2016 isso deixou de acontecer. Na ausência de um dos apresentadores, o colaborador Cláudio Ramos ajuda na apresentação do programa.
- Na emissão do dia 17 de Novembro de 2014, Júlia Pinheiro sentiu-se mal em direto e teve de abandonar o programa a meio. A apresentadora teve mesmo de receber assistência hospitalar.
- Na emissão do dia 17 de Agosto de 2016 um "incêndio doméstico" obrigou à interrupção do programa. Segundo Júlia Pinheiro, os bombeiros de Carnaxide chegaram rapidamente e extinguiram o fogo, que a apresentadora classificou de "pequeno incêndio doméstico". O foco de incêndio começou na cantina, numa fritadeira industrial. Por motivos de segurança, todo o estúdio foi evacuado. Não houve feridos a registar. O programa foi interrompido, por volta das 11 horas, tendo sido retomado, mais ou menos, 45 minutos depois. Segundo apurou o JN, o fogo foi controlado em cerca de 25 minutos.